# 康斯坦丁尼夫 (蘇梅州)
50°51′25″N 33°47′50″E / 50.85694°N 33.79722°E
康斯坦丁尼夫（羅馬化：Kostiantyniv）是位於烏克蘭東北部的村莊，由蘇梅州羅姆內區的內德里海利夫市鎮負責管轄。該村分別距離布羅多克1.5公里和拉科瓦西奇3公里，海拔高度152米，2001年人口161。